# Milne (cratera)

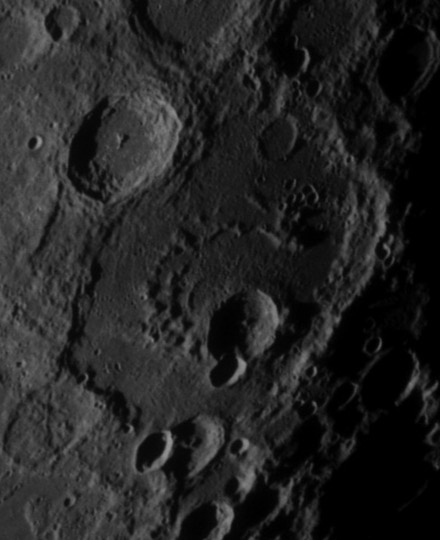
Vista oblíqua com o norte no topo, da Apollo 12

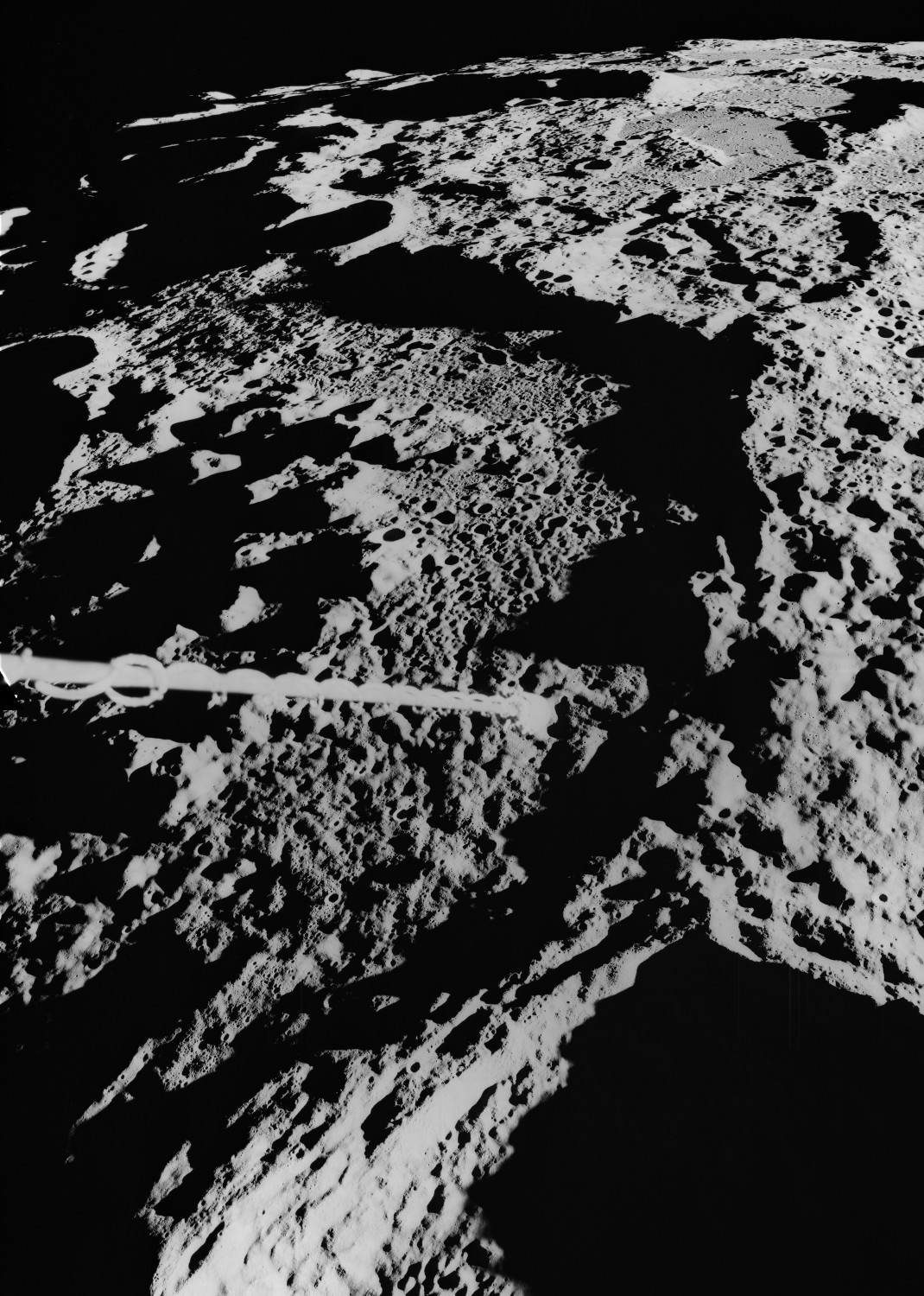
Vista oblíqua voltada para o sul, da Apollo 15. Espectrómetro de raios gama da nave espacial está à esquerda.

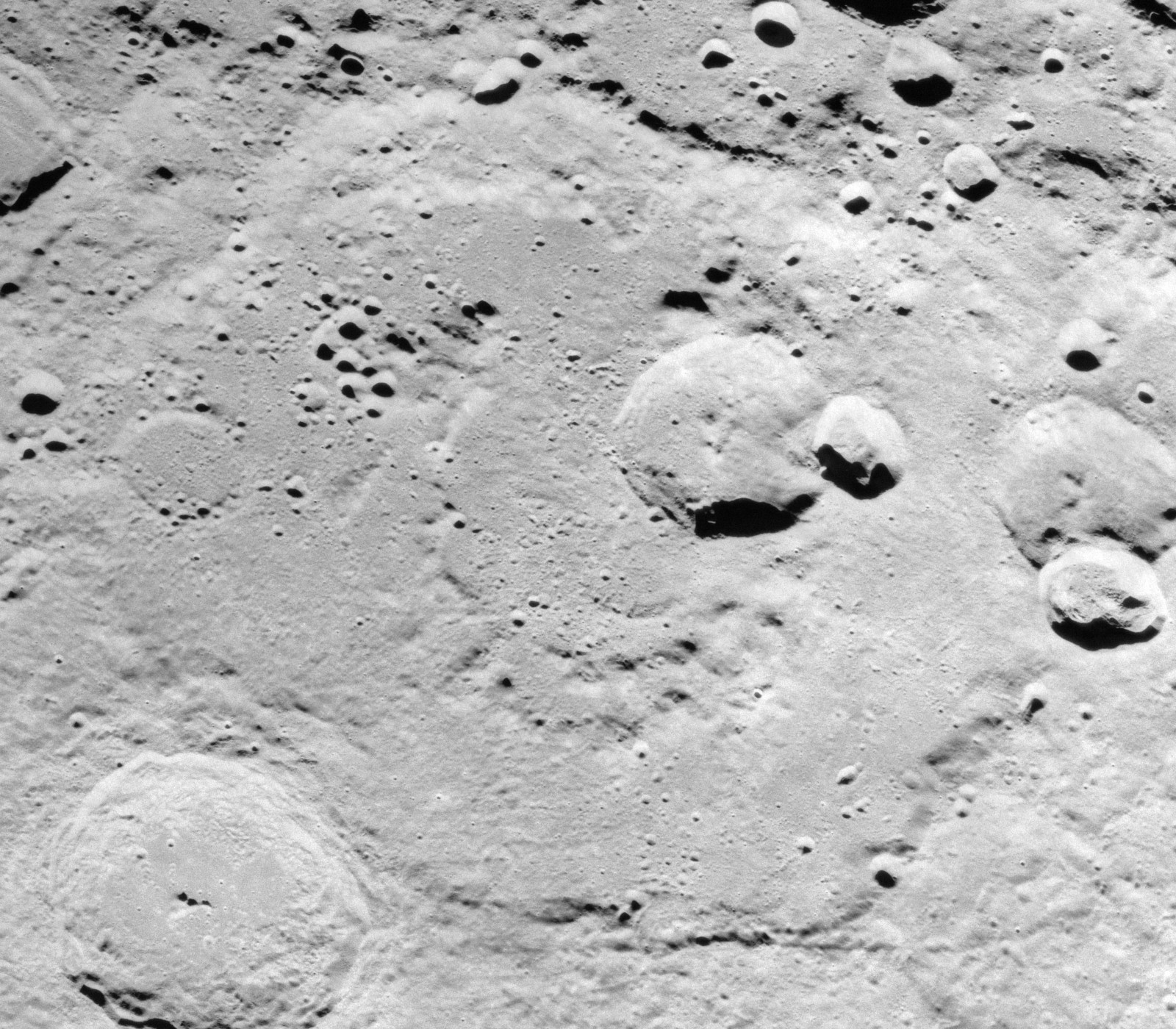
Imagem oblíqua da Apollo 17 voltada para o leste

Milne é uma grande cratera lunar localizada no hemisfério sul do outro lado da Lua , em homenagem ao matemático e astrofísico britânico Edward Arthur Milne .  Encontra-se a nordeste da Mare Australe e a sudeste de Lacus Solitudinis.
A formação foi fortemente erodida e remodelada por uma longa história de impactos, deixando uma linha baixa e irregular na maior parte do perímetro.  A porção sul do muro foi obliterada por impactos, e essa área é agora coberta pelas crateras Milne M e Milne N. Milne N tem um sistema de raios e é mapeada como parte do Sistema Copernicano.
Embora o piso interior seja relativamente plano, foi marcado por muitos impactos na superfície.  A mais proeminente delas é a cratera satélite Milne K, localizada ao sul do ponto médio.  Sobreposição da borda sul de K é a menor Milne L. Na parte nordeste do piso há uma formação incomum de 10–12 pequenos impactos que quase se assemelha a um cacho de uvas.
O piso da cratera é um pouco irregular na parte noroeste, onde a proeminente cratera Scaliger se intromete na borda externa, deixando a ejeção no chão.  Outras crateras próximas incluem Alden ao norte, Parkhurst a oeste, Schaeberle a nordeste e Bjerknes ao sul.  Mais a nordeste está a planície murada de Fermi e a impressionante Tsiolkovskiy .

## Crateras satélites
Por convenção, essas características são identificadas nos mapas lunares colocando-se a letra ao lado do ponto médio da cratera mais próximo de Milne.
| Milne | Latitude | Longitude | Diâmetro |
| ----- | -------- | --------- | -------- |
| K     | 32,5 ° S | 113,1 ° E | 65 km    |
| L     | 33,7 ° S | 112,7 ° E | 26 km    |
| M     | 35,7 ° S | 112,1 ° E | 54 km    |
| N     | 35,5 ° S | 110,8 ° E | 37 km    |
| P     | 37,1 ° S | 107,7 ° E | 95 km    |
| Q     | 34,3 ° S | 107,3 ° E | 75 km    |